# Veigné
Veigné ist eine französische Gemeinde mit 6.734 Einwohnern (Stand: 1. Januar 2022) im Département Indre-et-Loire in der Region Centre-Val de Loire; sie gehört zum Arrondissement Tours und zum Kanton Monts. Die Einwohner werden Vindiniens genannt.

## Geographie
Veigné liegt etwa 14 Kilometer südlich von Tours am Fluss Indre, in den hier im Westen der Bourdin und im Osten der Saint-Branchs unter dem Namen Ruisseau de Taffonneau einmünden. Nachbargemeinden sind Chambray-lès-Tours im Norden, Esvres im Osten, Saint-Branchs im Süden, Sorigny im Südwesten, Montbazon und Monts im Westen und Joué-lès-Tours im Nordwesten.

## Bevölkerungsentwicklung
| Jahr      | 1962 | 1968 | 1975 | 1982 | 1990 | 1999 | 2008 | 2018 |
| Einwohner | 2053 | 3506 | 4480 | 5421 | 6221 | 6514 | 5990 | 6372 |

## Verkehr
Veigné hat einen Bahnhalt an der Bahnstrecke Joué-lès-Tours–Châteauroux, der im Regionalverkehr von Zügen des Transport express régional bedient wird. Auf der Gemarkung der Gemeinde kreuzen sich die Autoroute A10 und die Autoroute A85.

## Sehenswürdigkeiten
- Kirche Saint-Maxent, rekonstruierter Sakralbau von 1873, Glockenturm aus der Zeit zwischen 1140 und 1160 (als Monument historique 1961 eingetragen)
- Mühle von Veigné, heute Kulturzentrum mit Musikschule
- Manoir de la Championnière mit Park
- Château de Couzières, auf den Ruinen einer Befestigung aus dem 15. Jahrhundert errichtet
- Manoir de la Belle Jonchère aus der Zeit um 1600
- Domaine de la Tortinière, 1866 erbautes Château mit Park
- Manoir de Fontiville, erbaut um 1845
- Domaine de Thorigny, zurückgehend auf das 11. Jahrhundert als Torineum, ab 1790 von der Familie Rohan-Guemene genutzt
- Manoir de Taffoneau, aus der Zeit um 1440

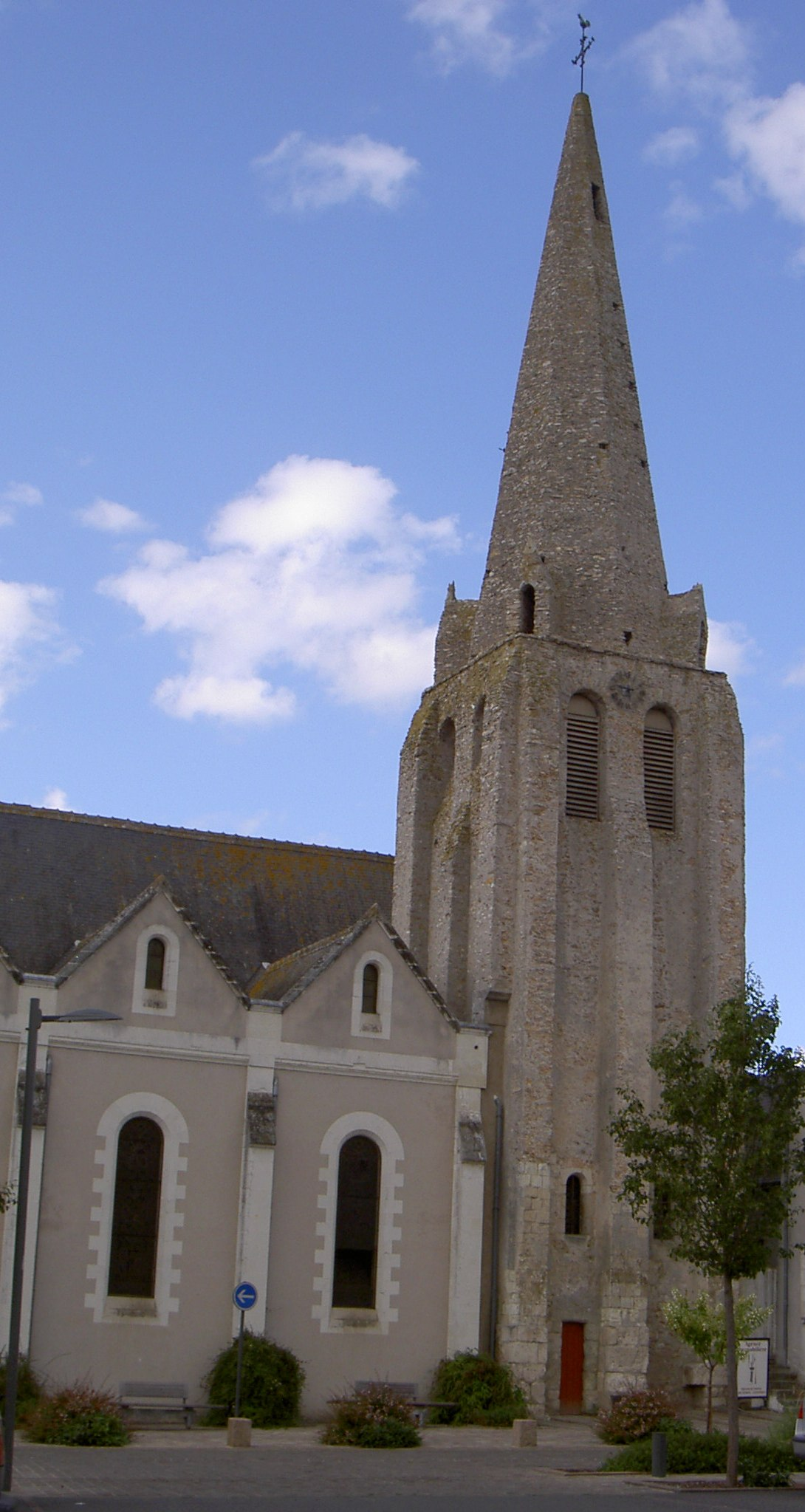
Kirche Saint-Maxent
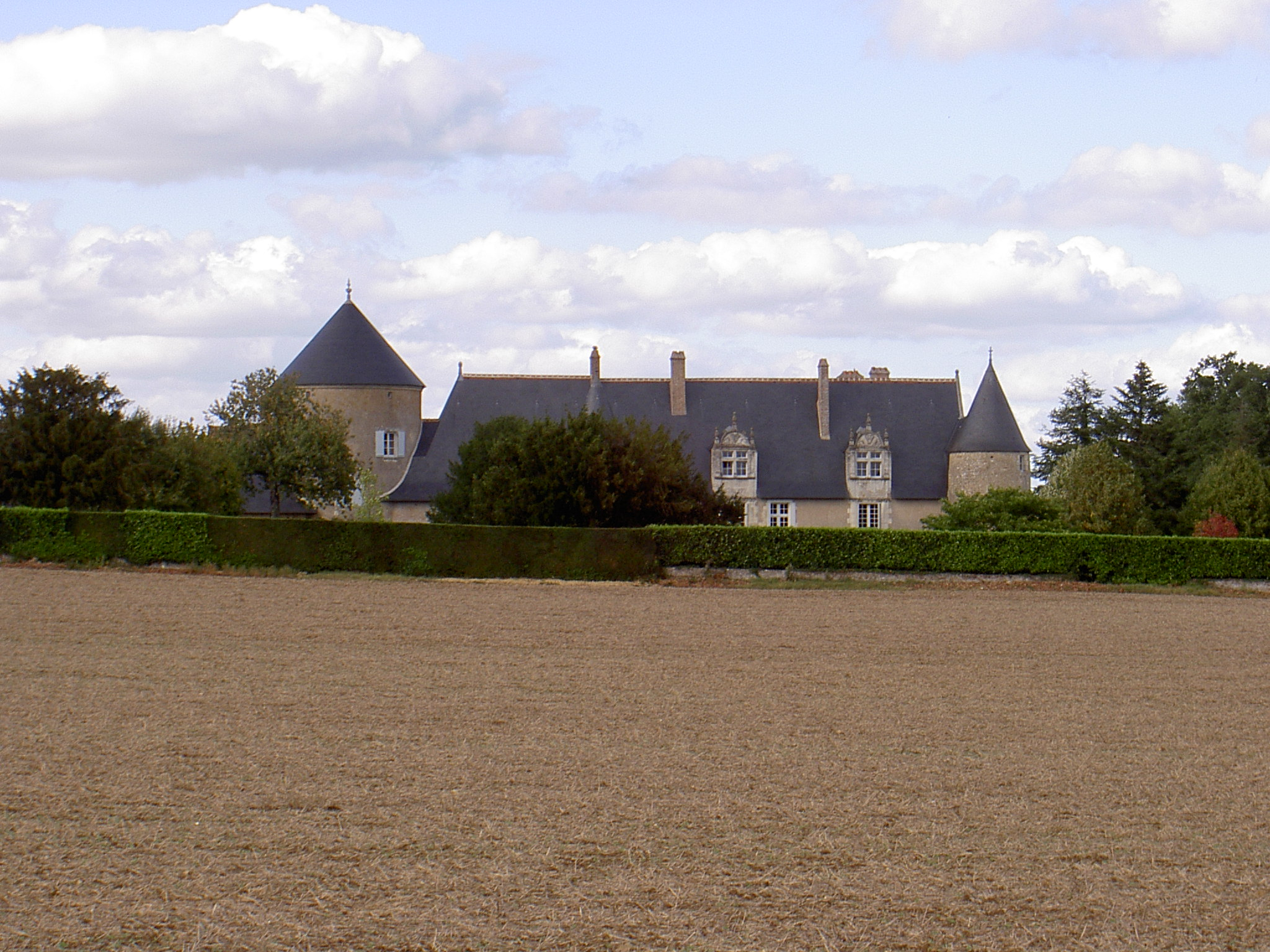
Manoir de la Belle Jonchère

## Persönlichkeiten
- Mélanie Bernier (* 1985), französische Schauspielerin ist hier aufgewachsen